# Clover (松たか子の曲)
「Clover」（クローバー）は、2002年6月26日に発売された松たか子の14枚目のシングル。発売元はユニバーサルJ。

## 制作
物憂げさを帯びた曲調のミドルテンポ曲で、作詞は松本隆が手がけた。幼い頃から松田聖子の曲に親しみ、その作詞家の一人である松本の詩の持つ「理屈じゃないメッセージ」に心引かれていた松は、松本の作詞による曲の出現を「夢にも思っていなかった出来事が、私の目の前に起きた」と表現した。

## タイアップ
テレビ朝日系『スーパーモーニング』テーマソング。

## 補足事項
ジャケットは、松自身が夏の午後の陽光を浴びながら左ハンドルの車の運転席に座っている、というものだが、その車はジープ・グランドワゴニアである。

## 収録曲
1. Clover
  - 作詞:松本隆　作曲:松たか子　編曲:佐橋佳幸
2. 夏の落書き
  - 作詞:松たか子　作曲:来生たかお　編曲:星勝
3. Clover（Instrumental）